# Ernesto Fontana
Ernesto Fontana (Milano, 8 ottobre 1830 – Crema, 4 novembre 1910) è stato un vescovo cattolico italiano.

## Biografia
Di origini milanesi, ancora giovane Ernesto Fontana decise di intraprendere la carriera ecclesiastica, venendo ordinato presbitero per mano dell'arcivescovo Carlo Bartolomeo Romilli il 1º aprile 1850 nel duomo di Milano.
Tra il 1877 e il 1878 ricoprì l'incarico di prefetto degli studi nel seminario teologico milanese in un periodo di acute tensioni e divisioni all'interno della chiesa ambrosiana fra rosminiani (o conciliatoristi, "transigenti" cioè nei confronti del nuovo stato italiano) e tomisti (o "intransigenti") e don Fontana, da convinto tomista, guidò indirettamente gli studenti alla sommossa contro i loro compagni rosminiani. Per questo motivo sorsero non pochi contrasti con l'arcivescovo Luigi Nazari di Calabiana, considerato un esponente conciliatorista, il quale, per sedare gli animi degli studenti, decise di allontanare il suo prefetto promuovendolo alla direzione del Pontificio Seminario Lombardo di Roma nel 1878.
Il 18 maggio 1894 venne nominato vescovo di Crema e «tra la fine dell'800 e i primi anni del '900 rinnovò profondamente» la sua nuova diocesi, prima con una minuziosa visita pastorale a tutte le parrocchie (1896-1897) e poi convocando un sinodo diocesano (4-6 maggio 1897), dopo quasi centosessant'anni dal precedente, in cui sollecitò esplicitamente l'educazione del popolo, la lotta contro la stampa antireligiosa, la frequenza ai sacramenti e la disciplina del clero.
Fu un deciso atto di riforma interna, in piena conformità con quanto sostenuto dal cardinale Andrea Carlo Ferrari, arcivescovo di Milano, nonostante tra i due presuli proprio quello stesso anno fosse sorto un contrasto per la soppressione del seminario monzese del Villoresi (diretto per un certo periodo dallo stesso Fontana). Il vescovo di Crema ne seguì comunque le direttive anche in seguito, di fronte alla crisi del modernismo che investì pesantemente la realtà ambrosiana e toccò, sia pure in forme molto minori, la diocesi cremasca. Nel 1906 condusse una seconda visita pastorale per verificare l'attuazione delle linee dettate dal sinodo.
Durante la propria esperienza episcopale fu tra gli altri guida spirituale di rilievo del servo di Dio padre Lodovico Longari, che con decreto di papa Francesco del 14 aprile 2018 è stato dichiarato Venerabile.
Morì a Crema il 4 novembre 1910 e le sue spoglie furono traslate in cattedrale dal cimitero il 3 ottobre 1923.

## Genealogia episcopale e successione apostolica
La genealogia episcopale è:
- Cardinale Scipione Rebiba
- Cardinale Giulio Antonio Santori
- Cardinale Girolamo Bernerio, O.P.
- Arcivescovo Galeazzo Sanvitale
- Cardinale Ludovico Ludovisi
- Cardinale Luigi Caetani
- Cardinale Ulderico Carpegna
- Cardinale Paluzzo Paluzzi Altieri degli Albertoni
- Papa Benedetto XIII
- Papa Benedetto XIV
- Papa Clemente XIII
- Cardinale Marcantonio Colonna
- Cardinale Giacinto Sigismondo Gerdil, B.
- Cardinale Giulio Maria della Somaglia
- Cardinale Carlo Odescalchi, S.I.
- Cardinale Costantino Patrizi Naro
- Cardinale Lucido Maria Parocchi
- Vescovo Ernesto Fontana

La successione apostolica è:
- Vescovo Agostino Cattaneo (1910)